# カラヤマドリ

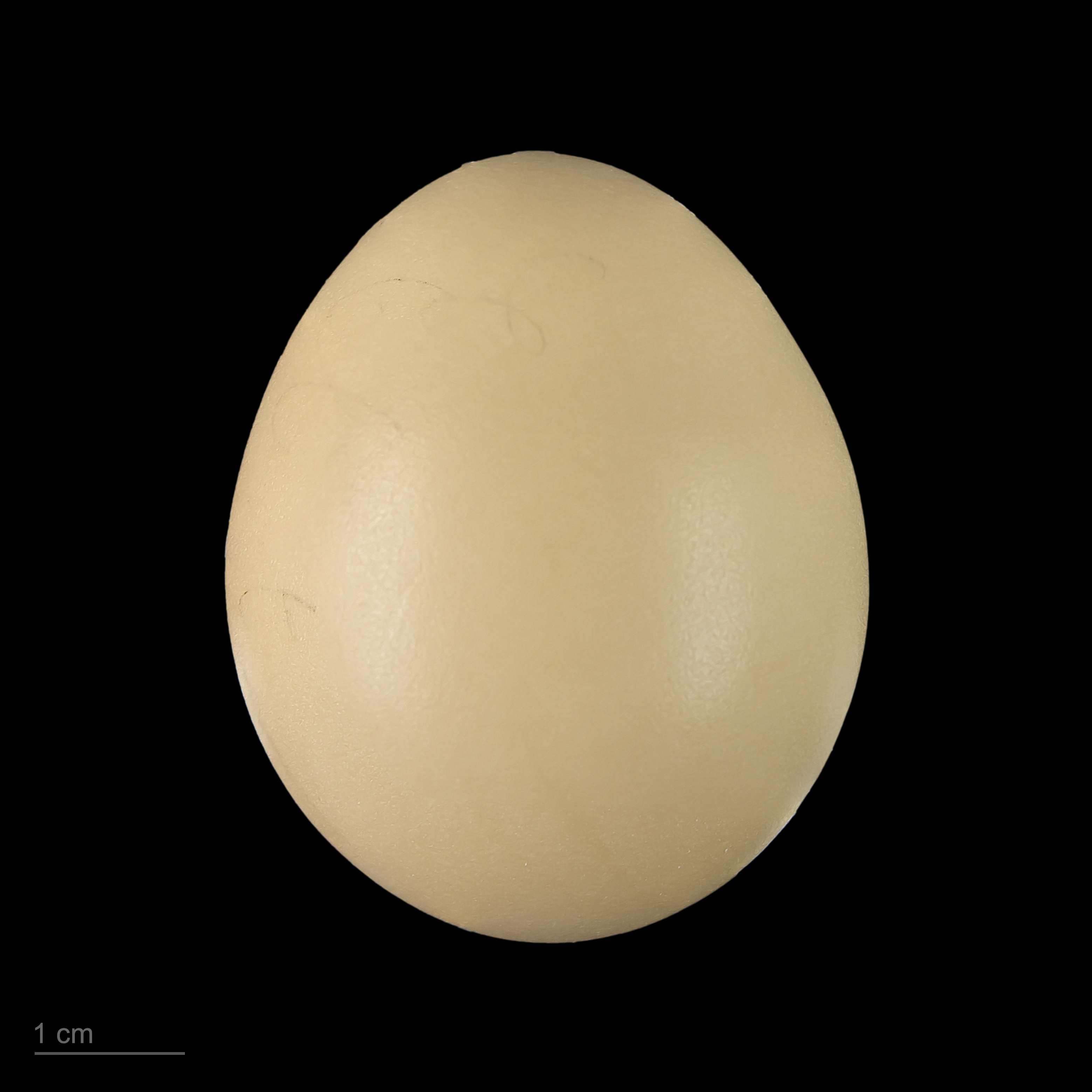
Syrmaticus ellioti

カラヤマドリ（唐山鳥、Syrmaticus ellioti）は、キジ目キジ科ヤマドリ属に分類される鳥類。

## 分布
中華人民共和国南東部

## 形態
全長オス80-81 cm、メス50-53 cm。翼長オス23-24 cm、メス23.5-25 cm。体重オス1-1.3 kg、メス0.7-1.1 kg。喉から前頸にかけては黒、腹部は白い羽毛で被われる。
虹彩は黄褐色。後肢の色彩は灰色。卵は長径4.6 cm、短径3.4 cm、卵を覆う殻は淡黄色や淡ピンク色を帯びた白。
オスは背や胸部は赤褐色の羽毛で被われ、背にアルファベットの「V」字状の白い筋模様が入る。翼の色彩は赤褐色で、人間でいう手首（翼角）を被う羽毛は青い。また翼には2本の白い筋模様が入る。嘴の色彩は象牙色。尾羽の色彩は褐色と白や灰色の横縞が入る。嘴の色彩は象牙色。メスは全身が褐色の羽毛で被われる。嘴の色彩は黄色みを帯びた象牙色。

## 生態
標高300-1,500 mの下生えが密生した針葉樹林、混交林、竹林などに生息する。
食性は雑食で、植物の葉、果実、種子、昆虫などを食べる。
繁殖形態は卵生。飼育下では3-5月に1回に6-8個の卵を産んだ例がある。抱卵期間は25日。

## 人間との関係
開発による生息地の破壊、狩猟などにより生息数は減少している。